# Trasporto ferroviario

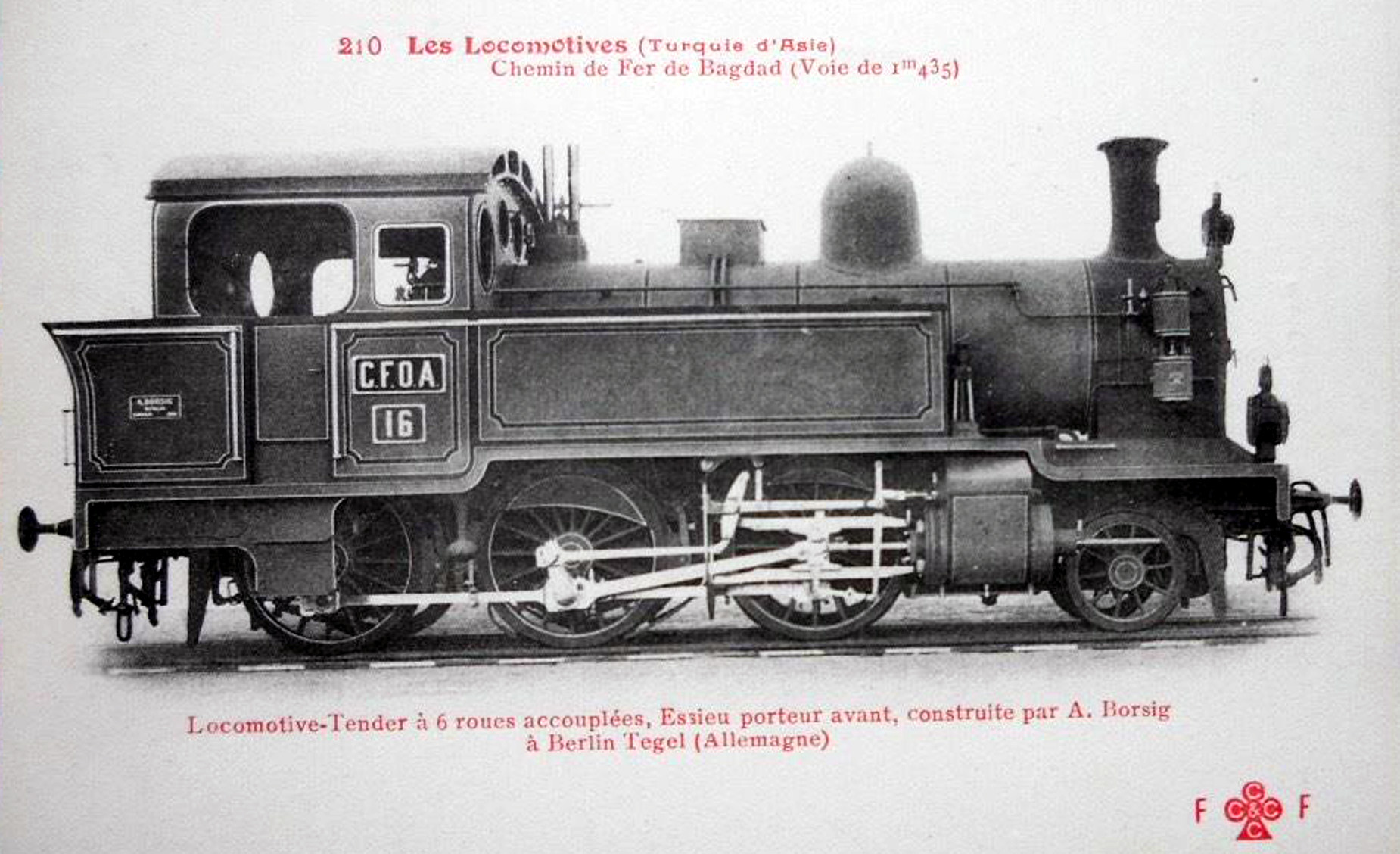
Vecchia locomotiva a vapore

Il trasporto ferroviario è lo spostamento di persone e/o cose da un luogo ad un altro per mezzo di un sistema specializzato comunemente chiamato ferrovia, utilizzando un mezzo di trasporto a trazione ferroviaria denominato treno.

Mappa della rete ferroviaria mondiale

## Tipologia

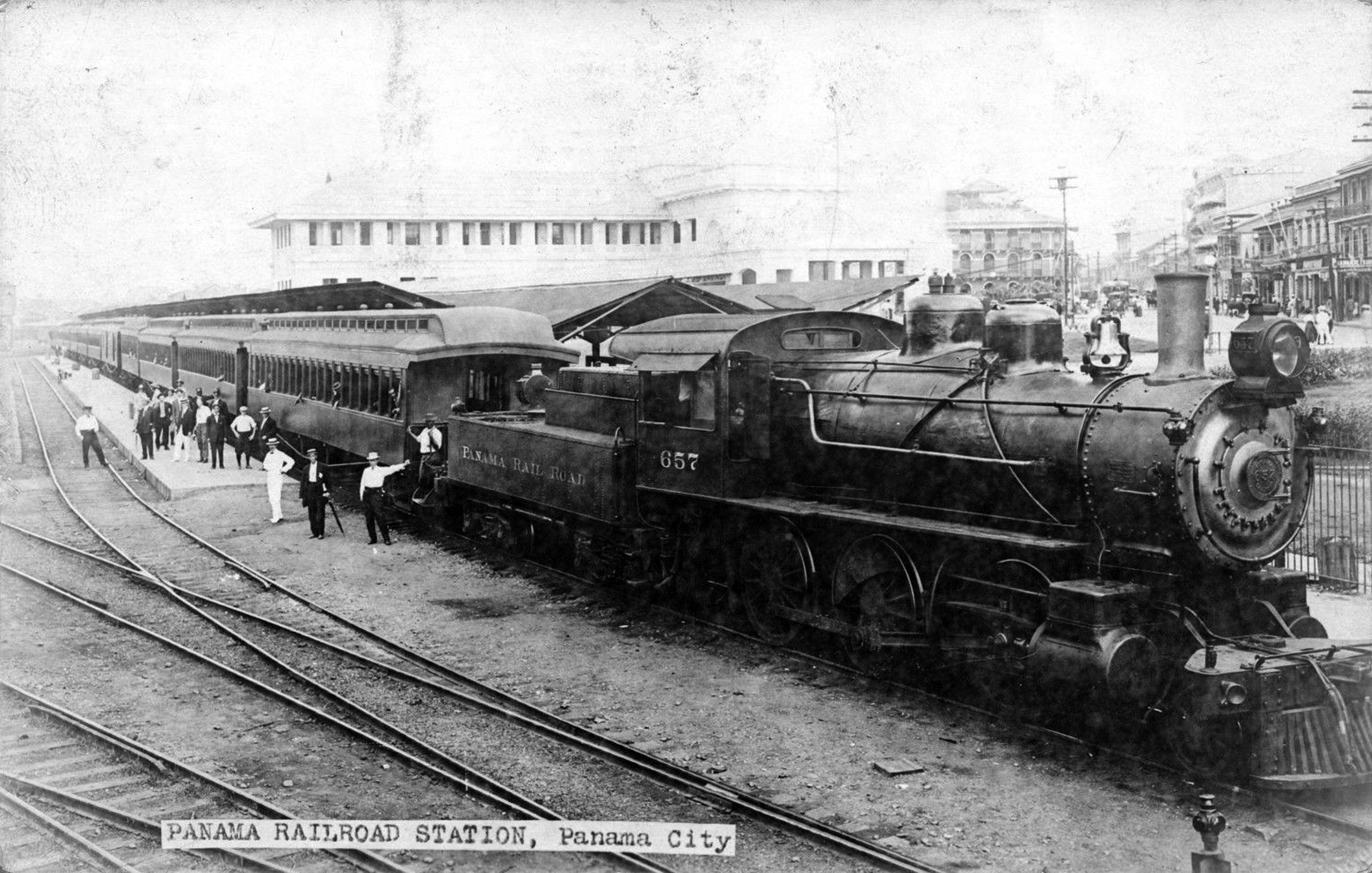
Stazione ferroviaria

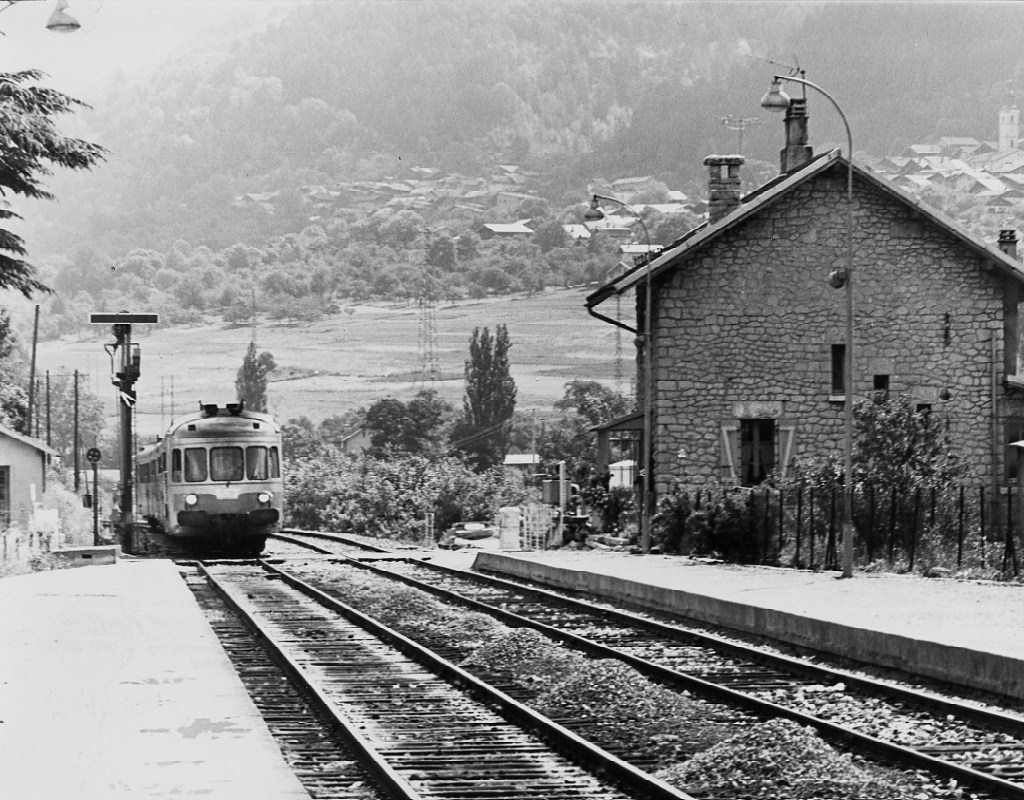
Ferrovia anni 1950'

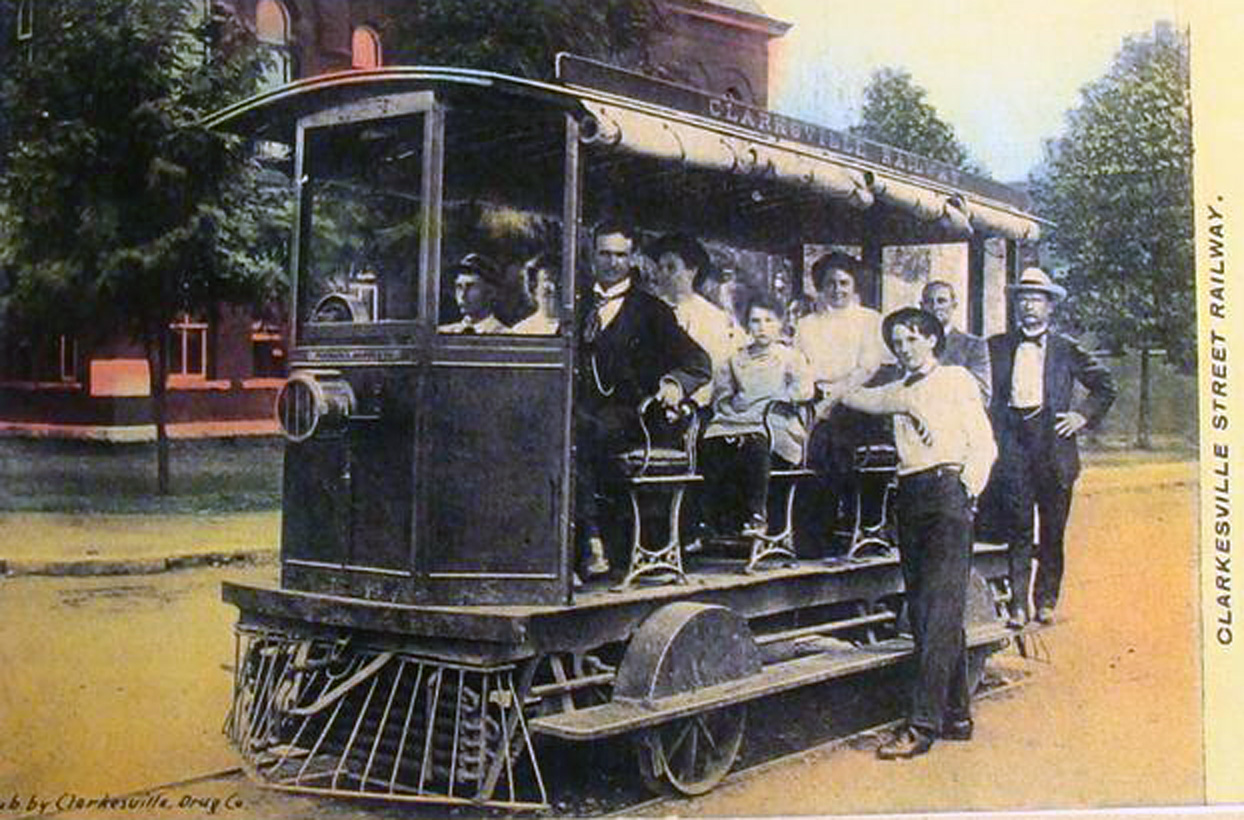
Antico trasporto ferroviario in città

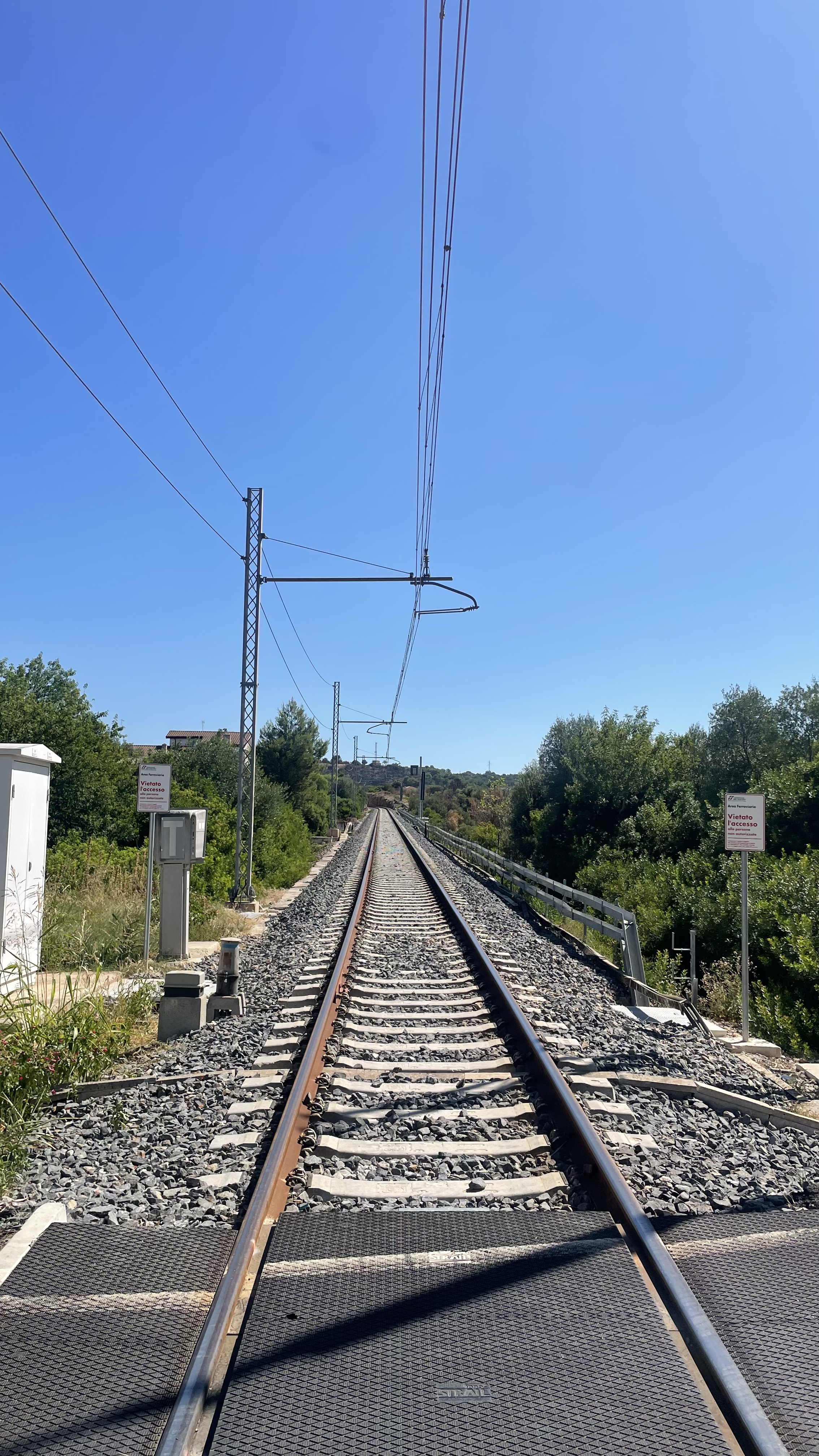
Binario ferroviario

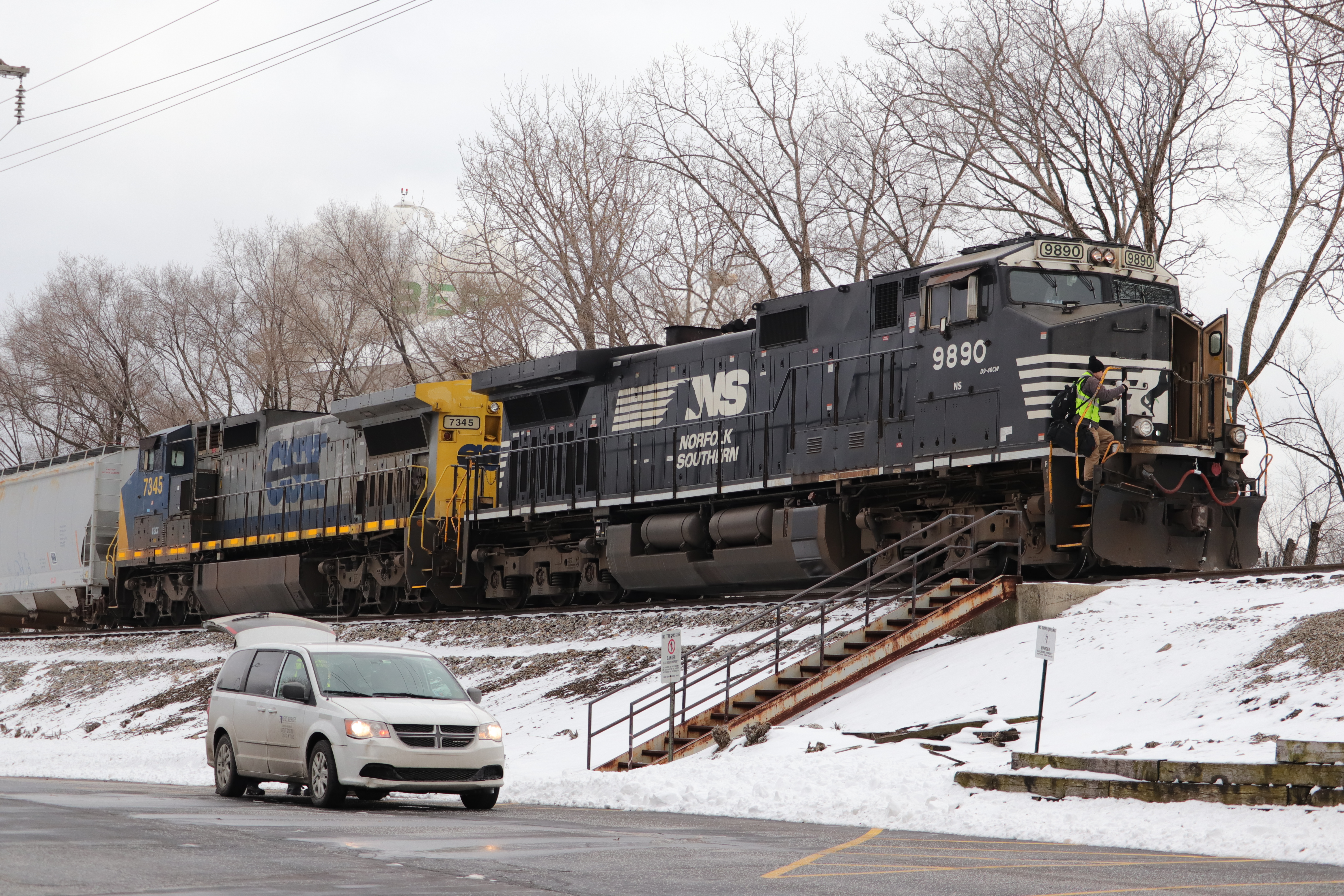
Treno merci

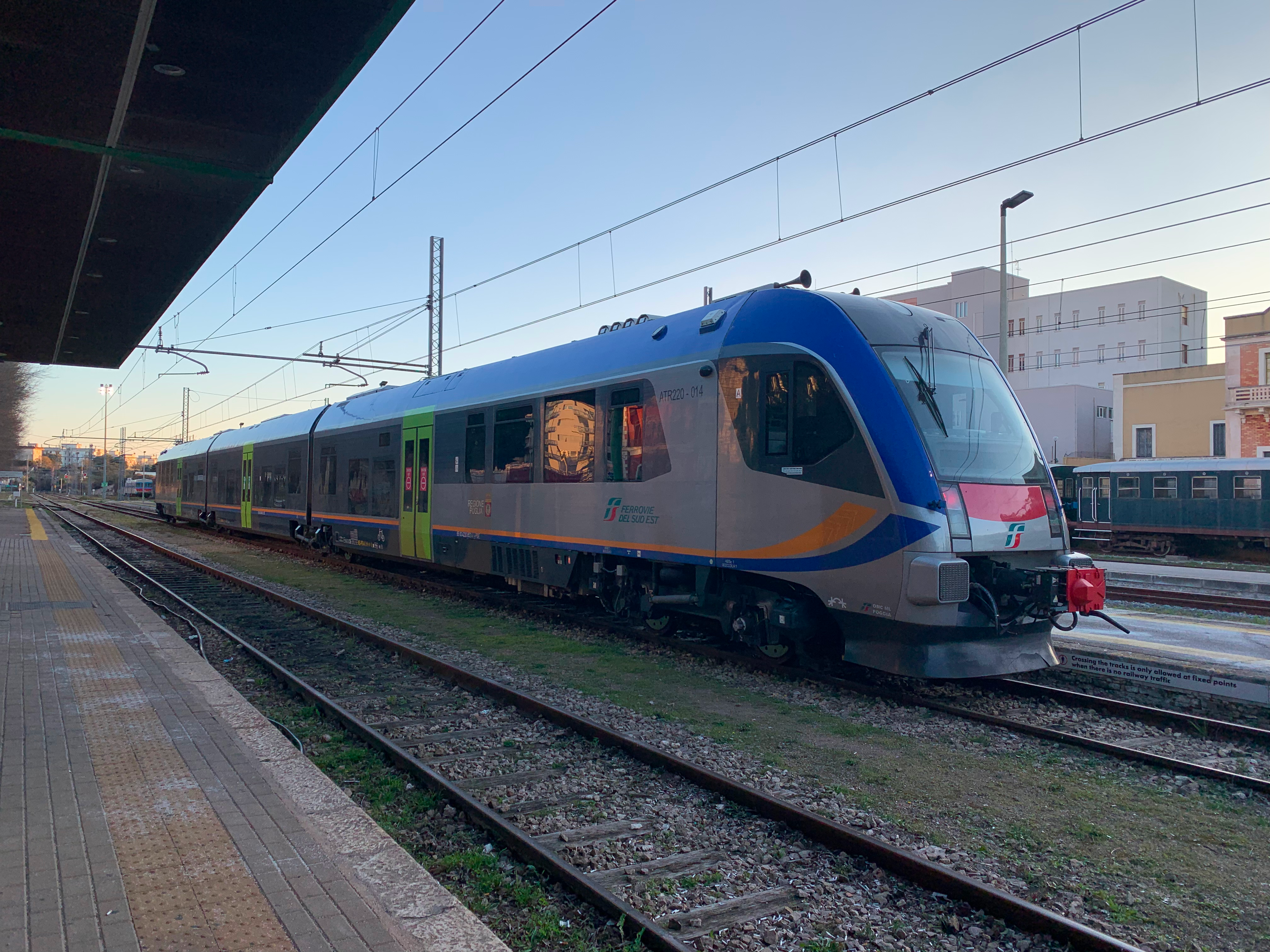
Treno regionale moderno

Si possono distinguere due principali tipi di trasporto ferroviario:
- Trasporto di persone per mezzo di treni viaggiatori formati da carrozze. La tipologia delle carrozze è varia in relazione alle dimensioni, alla sua specializzazione in funzione del servizio, al tipo e alla qualità dell'allestimento interno, alla velocità massima raggiungibile.
- Trasporto di beni per mezzo di treni merci formati da carri ferroviari. Le tipologie dei carri merci si possono distinguere fra carri per trasporto generico chiusi o aperti, carri con sponde o pianali e carri specializzati (porta container, per trasporto di automobili, cisterna, tramogge e così via).

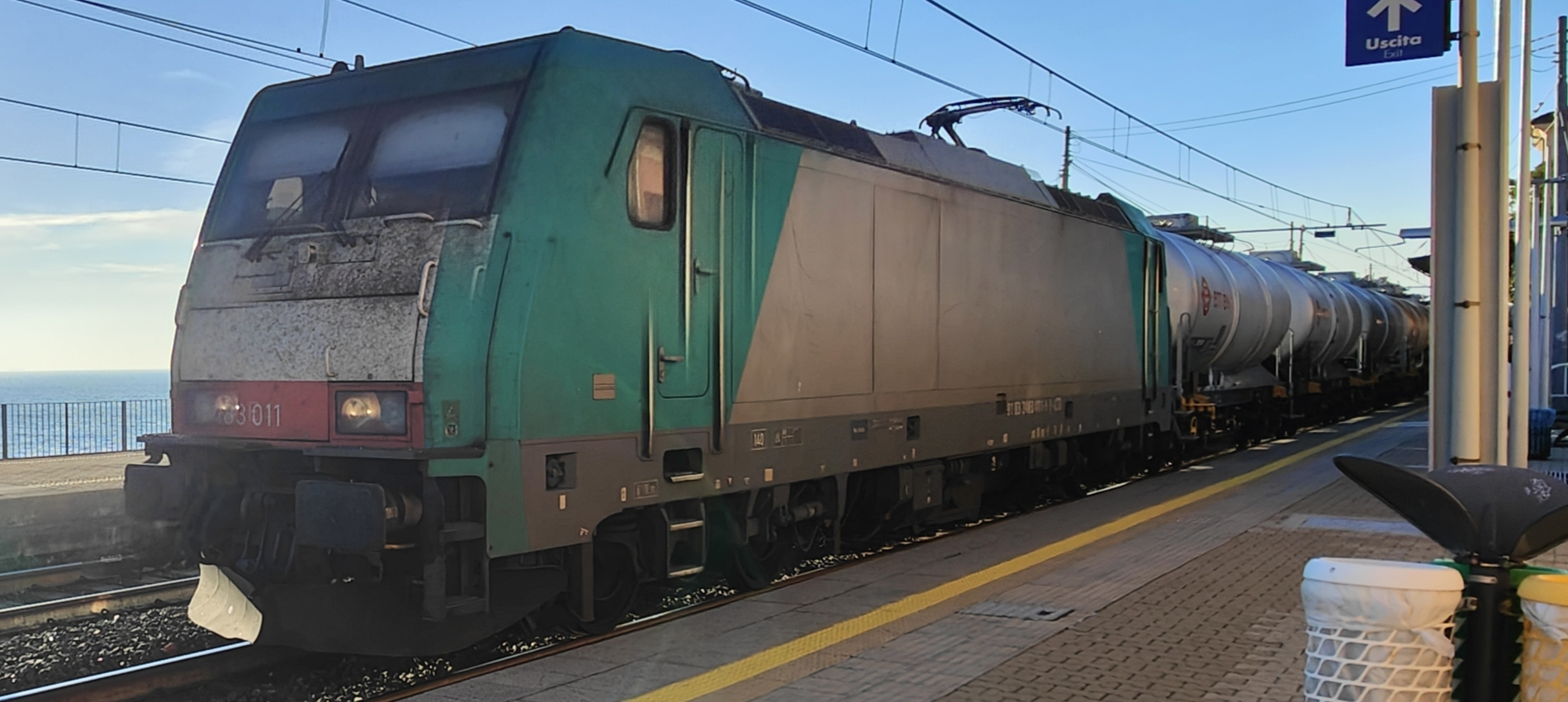
Un esempio di moderno trasporto merci con nuove modalità: la 483.011 del 2008 viene noleggiata da numerose società cargo ferroviarie quali Angel train Italia, Rail Cargo, Medway, Oceanogate, Captrain Italia

## Aspetti energetici e ambientali
Il trasporto ferroviario è il mezzo di trasporto meccanico via terra più efficiente dal punto di vista energetico. Inoltre la levigatezza della via ferrata rende il movimento più confortevole rispetto ad altre forme di trasporto via terra. In genere, a parità di tonnellate (o di numero di viaggiatori) trasportati, un treno richiede dal 50 al 70%  meno energia rispetto al trasporto su strada, e dato che scarica il proprio peso sul terreno attraverso le traversine, lo distribuisce meglio permettendo un maggior peso per asse rispetto al trasporto stradale.
La produzione dell'energia necessaria alla trazione può essere effettuata oggi in due diversi modi
- Trazione elettrica: l'energia è generata in centrali elettriche, che hanno alta resa energetica. Essendo pochi impianti raggruppati permettono l'utilizzo di sistemi di filtraggio molto efficaci.
- Trazione termica: i motori diesel usati per le motrici sono in genere motori ad alta efficienza (quelli di ultima generazione rientrano in categoria Euro 4), con scarichi dotati di sistemi multipli di marmitte e filtri. L'alta cilindrata (fino a 75.550 cm³) è unita a sistemi di controllo dell'iniezione elettronici, che riducono gli sprechi di carburante.

Entrambi questi sistemi sono molto meno inquinanti rispetto alla produzione di energia delocalizzata tipica ad esempio del trasporto su gomma, dove avviene nei motori dei singoli mezzi e quindi l'intero processo è molto meno controllabile.
Il trasporto ferroviario fa un uso più efficiente dello spazio. A parità di tempo, una linea ferroviaria a doppio binario porta un numero di passeggeri o di tonnellate maggiore anche di una strada a quattro corsie. Questo è il motivo per cui nelle nazioni più avanzate il trasporto ferroviario è la maggiore forma di trasporto pubblico.
Inoltre è possibile realizzare anche linee interrate o sopraelevate con standard di sicurezza migliori rispetto al trasporto su gomma.

## Aspetti economici

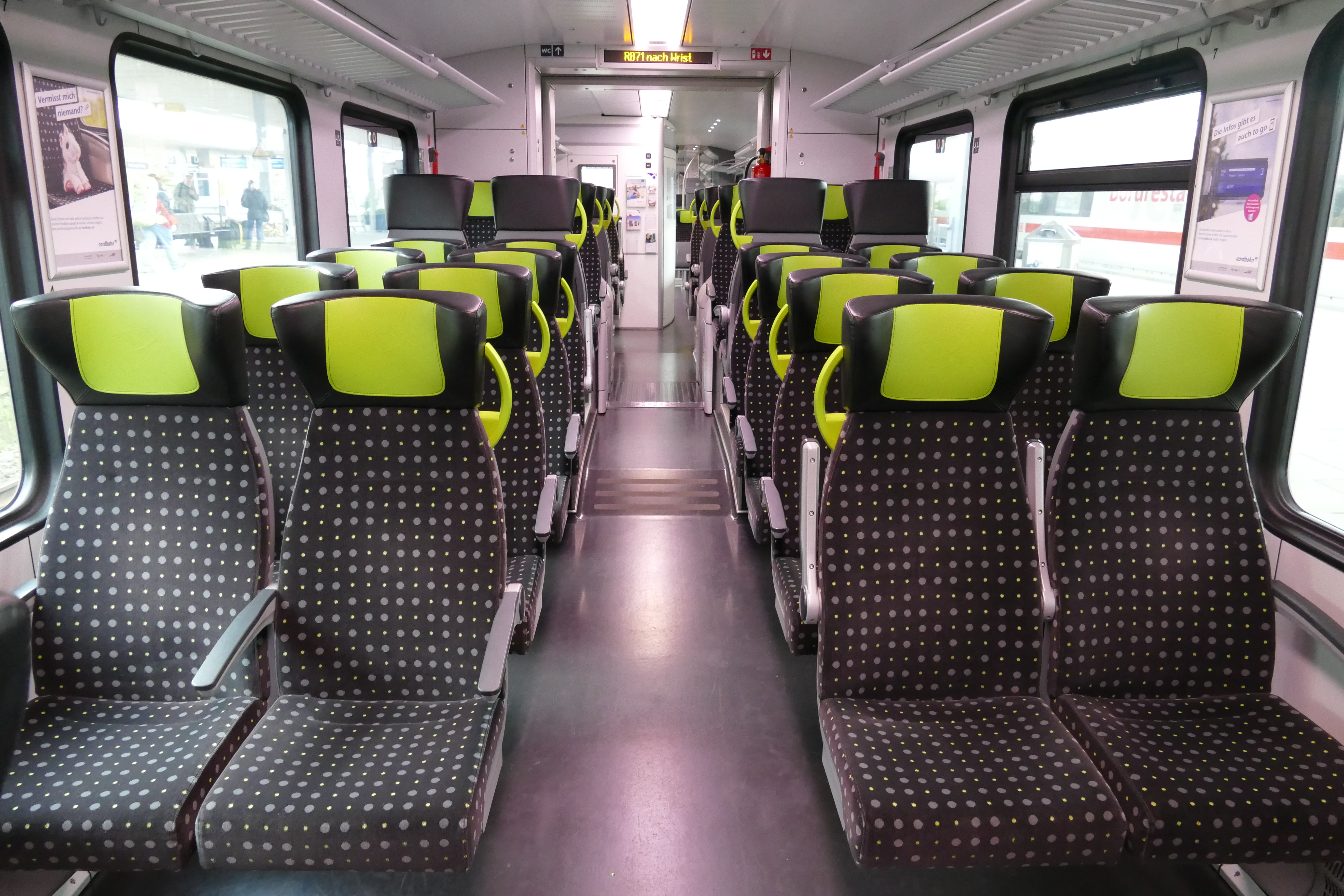
Interno ferroviario moderno

Da un punto di vista strettamente commerciale il trasporto ferroviario mostra aspetti contrastanti e variabili nel tempo. 
Dagli albori delle ferrovie e all'incirca fino alla fine dell'800 la costruzione di linee e il loro esercizio, spesso su iniziativa di società private o semi-pubbliche operanti in concessione, erano in quasi tutti i casi assai remunerativi e permettevano di recuperare rapidamente i capitali investiti. Si pensi infatti che il trasporto su rotaia permise a enormi masse di persone di muoversi ma soprattutto rese possibile il recapito di materie prime e merci di ogni genere in modo economico e veloce rispetto al passato. Conseguentemente si può affermare che il treno sviluppò il commercio.
Con l'evoluzione tecnica della motorizzazione su gomma e la diminuzione dei relativi costi, anche grazie alla maggiore disponibilità di petrolio e derivati a prezzi sempre minori, la concorrenza stradale si fece sempre più aggressiva, sfruttando in particolare la maggior flessibilità di movimento sul territorio.
Fra l'inizio del XX secolo e la Prima Guerra Mondiale divenne invece evidente la crisi dei bilanci delle numerose Compagnie attive in particolare in Europa, per cui ebbero inizio le nazionalizzazioni e la maggior parte dei sistemi ferroviari e delle ferrovie metropolitane vennero così largamente sussidiate dalla finanza pubblica. In Italia, ad esempio, il 1905 fu l'anno di creazione delle Ferrovie dello Stato, azienda totalmente in mano statale che rilevò le tre maggiori reti delle società operanti lungo l'intera Penisola in quel periodo (Rete Adriatica, Rete Mediterranea, Rete Sicula).
Nondimeno i benefici che hanno creato all'economia sono incalcolabili.
Negli Stati Uniti e in molte altre nazioni il livello di trasporto pubblico passeggeri, spesso dipendente soltanto dai finanziamenti pubblici, in varie occasioni, è stato ridotto allo scopo di risparmiare (v. Beeching Axe) ottenendo però spesso solo un ulteriore calo degli introiti. Per contro, negli Stati Uniti, le ferrovie private per trasporto merci hanno migliorato finanziariamente e sono diventate più efficienti nella ricerca del profitto, non sempre però mantenendo gli stessi standard qualitativi. In Giappone, la Japan East Railways, riesce a produrre consistenti utili nel trasporto di persone. Anche in varie nazioni europee, negli ultimi tempi, il potenziamento del trasporto ad alta velocità e il riordino delle metodologie di trasporto merci ad alta specializzazione sta dimostrando la possibilità di produrre utili, soprattutto da quando la separazione della gestione delle infrastrutture da quella del servizio vero e proprio ha permesso la separazione dei relativi bilanci nonché la possibilità di accedere al trasporto su ferro a società private, per definizione alla ricerca di profitto.

## Sicurezza

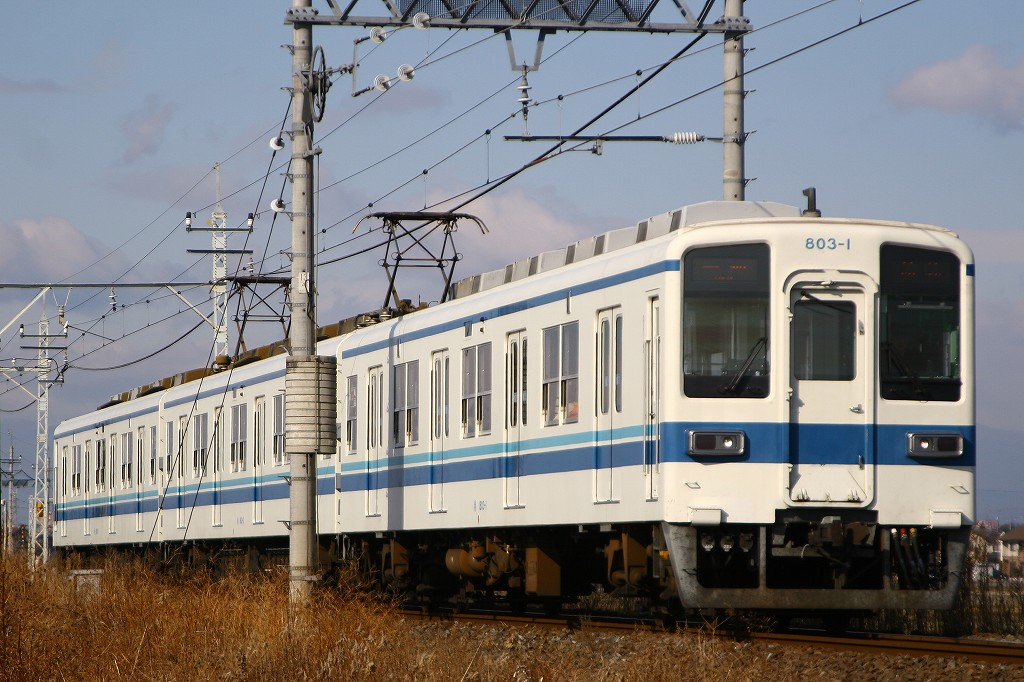
Treno metropolitano

Il trasporto ferroviario è anche uno dei più sicuri. Facendo uso di una sede propria, normalmente non interagisce con altri vettori, cosa che può accadere (anche se sempre più raramente) solo nel caso del passaggio a livello dove strada e ferrovia si incrociano (solo se non si può adottare un tracciato differente).
In condizioni normali, le rotaie non permettono ai treni di uscire dal tracciato stabilito (deragliare), come invece può avvenire nel traffico stradale.
La possibilità che più convogli vengano a collisione viene fortemente limitata da numerosi sistemi e regole di sicurezza. Prima fra tutte è la divisione di ogni tratto ferroviario in più sezioni di blocco, ognuna delle quali non può essere occupata da più di un treno per volta. La condizione può essere ottenuta con metodi e tecnologie diverse, adeguati ai tempi e alle necessità locali: si va dal "testimone" tenuto nella locomotiva dal macchinista che sta percorrendo il relativo tratto - ovviamente utilizzato solo nei primi anni delle ferrovie -, fino ai moderni sistemi di blocco automatico computerizzati che sorvegliano istante per istante posizione e velocità di ogni treno.
Si aggiunga che la guida e il controllo della circolazione è in genere affidata a personale altamente qualificato, tenuto costantemente aggiornato e monitorato nella salute. Anche l'infrastruttura e i veicoli vengono sottoposti a controlli periodici, manutenzione preventiva e sostituzioni cicliche. 
Non ultima è la regola della "ridondanza" per la quale ogni azione o informazione deve essere sottoposta ad almeno un controllo di ritorno prima di avere effetto.
Un aspetto sempre più sentito, anche nel trasporto ferroviario, è quello della sicurezza contro eventi a carattere terroristico. Molte ferrovie stanno ottenendo notevoli investimenti per innalzare gli standard attuali di sicurezza contro atti di terrorismo, anche se garantire la sicurezza delle ferrovie è più difficile che per altre forme di trasporto perché:
- le stazioni sono progettate per offrire un facile accesso e un'alta capacità,
- i treni a carattere pendolare e metropolitano fermano molto spesso rendendo difficile il controllo dei viaggiatori,
- è estremamente difficile proteggere le linee che attraversano città e campagna.

D'altra parte tuttavia la centralizzazione degli spazi aperti ai passeggeri e la loro chiusura permette un controllo piuttosto stretto nei centri nevralgici più soggetti ad attacchi di questo tipo.

## Diritto comunitario
I conflitti di interesse sono disciplinati dal pacchetti direttive approvate il 26 febbraio 2001. Nel trasporto ferroviario, deve essere garantita:
- l'indipendenza del soggetto incaricato della ripartizione della capacità dell'infrastruttura da gli operatori (Direttiva 2001/14/CE, art.  14. c. 2);
- l'indipendenza del regolatore dai gestori dell'infrastruttura (Direttiva 14/2001, art. 30. c. 1)
- l'indipendenza del soggetto incaricato di certificare la sicurezza e il materiale rotabile dalle imprese ferroviarie (art. 7 c. 2 direttiva n. 440/1991, come modificato dalla Direttiva 2001/12/CE).

Il diritto comunitario non entra nel merito dell'esecuzione dei controlli, affidati ad un ministero o ad un'autorità indipendente, né fissa standard minimi per tutti gli Stati membri, bensì si limita a richiedere una separazione fra proprietà e regolazione, quando i pubblici poteri, quando essi mantengano il controllo o la proprietà degli operatori di settore
Il processo di liberalizzazione del settore in Europa fu segnato dalle seguenti direttive: direttiva n. 440/1991-Sviluppo delle ferrovie comunitarie, direttiva del Consiglio Ce, 19 giugno 1995, n. 19, relativa alla "Ripartizione della capacità di infrastruttura ferroviaria e riscossione dei diritti per l'utilizzazione dell'infrastruttura ferroviaria"; direttiva del Consiglio Ce, 19 giugno 1995, n. 18, relativa alle "Licenze alle imprese ferroviarie"; direttiva del Consiglio 23 luglio 1996, n. 48, relativa all'"Interoperabilità del sistema ferroviario transeuropeo ad alta velocità"; la direttiva del Parlamento europeo e del Consiglio, 19 marzo 2001, n. 16, relativa all'"Interoperabilità del sistema ferroviario europeo convenzionale".
Nel 2003, la Commissione europea si pronuncio sul ricorso presentato dalla compagnia ferroviaria tedesca GVG contro Ferrovie dello Stato, decidendo di non applicare sanzioni a carico di quest'ultima. in materia di interoperabilità, la decisione rilevava che:
(Decisione 2004/33/CE)
La Commissione stabilì che era legittimo il regime di concessione dell'infrastruttura di rete, malgrado la limitata apertura concorrenziale del mercato. Ferrovie dello Stato furono autorizzate a continuare ad applicare il proprio regolamento che imponeva agli operatori esteri l'obbligo di costituire un'associazione internazionale per vedersi garantito il servizio di trazione nelle zone di confine fra due reti nazionali aventi specifiche tecniche non perfettamente compatibili tra loro.
In Italia, il settore del trasporto ferroviario fu liberalizzato dalla legge n. 388/2000. La norma abrogava la concessione sessantennale riconosciuta a Ferrovie dello Stato S.p.A. dalla legge di privatizzazione del 1992. Eliminati anche i diritti speciali ed esclusivi del gruppo, riconosceva alle singole imprese ferroviarie la possibilità di ottenere una licenza dal Ministero delle Infrastrutture e dei Trasporti, anche in deroga al d.P.R. n. 149 del 1999. Le direttive n. 12/2001 ("Sviluppo delle ferrovie comunitarie") e n. 14/2001  ("Ripartizione della capacità di infrastruttura ferroviaria") furono recepite dal D.Lgs. n. 188/2003.
Il d.P.C.M. 30 dicembre 1998 stabiliva lo schema della Carte di Servizio di Trenitalia, della Carta RFI e delle ventuno carte regionali e provinciali successivamente adottate. Il decreto ministeriale 7 dicembre 2000, n. 146, fissava gli standard qualitativi di puntualità dei treni per l'anno successivo. Nell'ottobre 2001, per la prima volta il Ministero tagliava gli aumenti tariffari di F.S. a causa del parziale mancato raggiungimento degli obbiettivi minimi di puntualità prefissati. Gli standard di servizio non sono riferiti ai tempi di percorrenza media delle tratte.